# Cuillé

Cuillé este o comună în departamentul Mayenne, Franța. În 2009 avea o populație de 964 de locuitori.